# Todirel
Todirel – wieś w Rumunii, w okręgu Jassy, w gminie Bârnova. W 2011 roku liczyła 593 mieszkańców.